# DT-54
Der DT-54 (russisch ДТ-54) ist ein sowjetischer Kettentraktor, der ab 1949 in verschiedenen Traktorenwerken gefertigt wurde. Bis 1979 wurden knapp eine Million Exemplare gebaut. Es existieren verschiedene Ausführungen und Modifikationen, darunter auch Modelle mit Planierschild, die entsprechend als Planierraupe eingesetzt werden können.

## Fahrzeuggeschichte

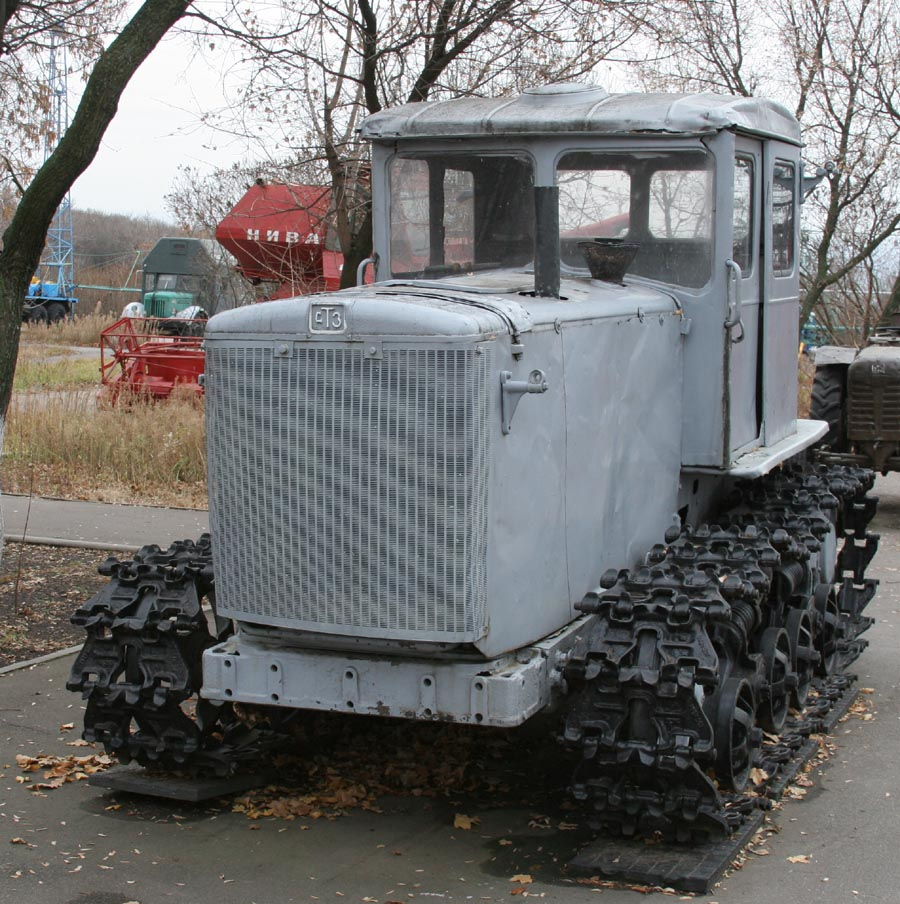
DT-54 in einem Museum in Russland (2008)

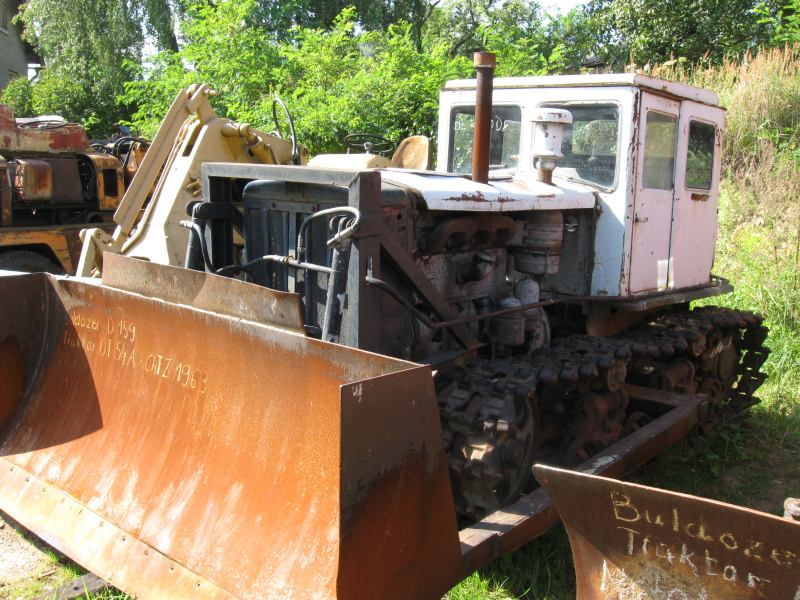
Planierraupe auf Basis eines DT-54A Baujahr 1963 (2009)

Die Fertigung des DT-54 begann im Jahr 1949 sowohl in Stalingrad als auch in Charkow. Sowohl im Charkowski Traktorny Sawod (kurz ХТЗ) als auch im Stalingradski Traktorny Sawod (СТЗ) ersetzte er in den folgenden Jahren den bereits vor dem Zweiten Weltkrieg gefertigten SChTS-NATI. 1952 begann zusätzlich das Altaiski Traktorny Sawod (АТЗ) mit der Produktion der Traktoren. Dieses Werk ist geschichtlich eng mit dem Charkowski Traktorny Sawod verwandt.
Im Jahr 1957 erfolgte eine geringfügige Überarbeitung des Fahrzeugs, das ab diesem Zeitpunkt auch mit einer hydraulischen Ausrüstung verfügbar war. Bereits ab 1956 gab es eine Ausführung für weniger tragfähigen Untergrund. 1958 wurden in Stalingrad verschiedene Änderungen an den Fahrzeugen vorgenommen, darunter auch optisch sichtbar an der Karosserie.
1961 wurde Stalingrad in Wolgograd umbenannt. Entsprechend änderte sich der Name des Traktorenwerks in Wolgogradski Traktorny Sawod (ВгТЗ). Im gleichen Jahr stellte das Charkower Werk die Produktion des DT-54 zu Gunsten des leistungsstärkeren Nachfolgers T-74 ein. Zwei Jahre später wurde auch in Wolgograd die Produktion gestoppt. Ab diesem Zeitpunkt wurden nur noch im Altaiski Traktorny Sawod DT-54-Traktoren gebaut. Der letzte rollte aber erst 16 Jahre später, 1979, von den Bändern. Bis dahin waren in allen Werken zusammen 957.900 Exemplare hergestellt worden. Das Altaiski Traktorny Sawod baute bereits ab 1964 den Kettentraktor T-4 als Nachfolger für den DT-54. In Wolgograd lief ab etwa 1963 der DT-75 von den Bändern.
Der verbaute Motor vom Typ D-54 ist ein Vierzylinder-Dieselmotor, der im Viertaktverfahren arbeitet. Über die Produktionszeit hinweg wurden mehrere Male Leistungssteigerungen bis auf 65 PS vorgenommen. Die ursprüngliche Leistung lag 1949 bei 54 PS. Als Getriebe kam ein Fünfgang-Schaltgetriebe zum Einsatz, die Geschwindigkeit des Traktors lag vorwärts zwischen 3,59 und 7,90 km/h.

## Modellvarianten
Die nachfolgende Liste ist nicht unbedingt vollständig, soll aber einen Überblick über die wichtigsten gebauten Modellversionen bieten.
- DT-54 – Grundversion, gebaut von 1949 bis 1957 bei verschiedenen Herstellern.
- DT-54A – Überarbeitete Version, gebaut von 1957 bis 1963. Es wurde teilweise ein Hydrauliksystem verbaut, was je nach Anforderung unterschiedlich aufgebaut war. So entstanden insgesamt vier Varianten, bezeichnet mit DT-54A-S1 bis -S4.[5]
- D-444 – Als Planierraupe ausgerüsteter DT-54A.
- DT-55 – Gebaut ab 1956 in Stalingrad, speziell für besonders weiche Böden gedacht. Es wurden breitere Ketten montiert und ein anderes Getriebe verbaut. Das Gewicht stieg auf über sechs Tonnen an.
- DT-55A – Ab 1958 gefertigt. Es wurden die gleichen Modifikationen wie am DT-54A vorgenommen, wieder gab es vier gleichartig bezeichnete Versionen.
- DT-56 – Auch als DT-54-W bezeichnet, ab 1958 in Stalingrad gebaut. Die Karosserie wurde geändert und zeitgemäßer gestaltet, zudem ein kräftigerer Motor mit 65 PS und ein geändertes Getriebe verbaut.
- DT-57 – Spezielle Ausführung mit verlängertem Rahmen für die Arbeit an steilen Hängen, ab 1958 in Stalingrad gebaut.
- GB-58 – Ausführung des DT-54 mit Holzgasantrieb, über eine Serienfertigung ist nichts bekannt.
- DT-60 – Landwirtschaftlicher Schlepper mit überarbeitetem Motor, der nun 60 PS leistete.

## Technische Daten
Die nachfolgenden Daten beziehen sich auf die ursprüngliche Version DT-54. Die Daten der anderen Versionen weichen geringfügig ab, der Grundaufbau der Maschinen blieb jedoch immer gleich.
- Motor: Vierzylinder-Viertakt-Dieselmotor
- Motortyp: D-54
- Leistung: 54 PS (40 kW)
- Drehmoment: 343 Nm
- Trockengewicht des Motors: 1100 kg
- Tankinhalt: 185 l
- Anlasser: Anlassmotor Typ PD-10M
- Getriebe: handgeschaltetes Fünfganggetriebe mit Rückwärtsgang
- Höchstgeschwindigkeiten:
  - vorwärts: 7,90 km/h
  - rückwärts: 2,43 km/h
- spezifischer Bodendruck: 0,41 kg/cm²

Abmessungen und Gewichte
- Länge: 3660 mm
- Breite: 1865 mm
- Höhe: 2300 mm
- Spurweite: 1435 mm
- Radstand (zwischen den Kettenrädern): 1622 mm
- Gewicht: 5400 kg